# C/1936 O1 Kaho-Kozik-Lis
La C/1936 O1 Kaho-Kozik-Lis è una cometa non periodica con orbita retrograda: è stata scoperta il 17 luglio 1936 dall'astrofilo giapponese Shigeru Kaho, dall'astronomo russo Stefan Mykhailovich Kozik e dall'astrofilo polacco Władysław Lis.